# Thesium natalense
Thesium natalense är en sandelträdsväxtart som beskrevs av Otto Wilhelm Sonder. Thesium natalense ingår i släktet spindelörter, och familjen sandelträdsväxter. Inga underarter finns listade i Catalogue of Life.